# 阿姆拉區
阿姆拉區（阿拉伯语：‎），是阿爾及利亞的行政區，位於該國北部，由艾因迪夫拉省負責管轄，首府設於阿姆拉，面積505平方公里，2008年人口73,182，人口密度每平方公里145人。